# Tibetaanse makaak
De Tibetaanse makaak (Macaca thibetana)  is een zoogdier uit de familie van de apen van de Oude Wereld (Cercopithecidae). De wetenschappelijke naam van de soort werd voor het eerst geldig gepubliceerd door Milne-Edwards in 1870.

## Voorkomen
De soort komt voor in China.